# Francisco de Campos de Azevedo Soares
Francisco de Campos de Azevedo Soares ComNSC (Casa de Carcavelos, Coucieiro, Vila Verde, 22 de Abril de 1818 – Casa de Carcavelos, Coucieiro, Vila Verde, 14 de Outubro de 1901), 1.º Visconde de Carcavelos e 1.º Conde de Carcavelos, foi um político e juiz português. Senhor da casa de Carcavelos, e das quintas de Varges, Mascate, e Toural.

## Família
Filho do Dr. João Manuel de Azevedo Soares, Senhor do Vínculo de Carcavelos, Capitão de Auxiliares na Guerra Peninsular e Magistrado em Ponte da Barca, e de sua mulher Antónia Luísa da Silva e Campos.

## Biografia
Matriculou-se na Faculdade de Direito da Universidade de Coimbra, onde se formou em Direito, abrindo depois banca de Advogado no Pico de Regalados até 1854, tendo sido, durante este período, Administrador do Concelho, Presidente da Câmara Municipal do Pico de Regalados (1845–1854) e 1.º Juiz Substituto de Vila Verde. Em 1854 fixou-se em Braga, onde foi Membro da Junta Geral do Distrito em 1850, Presidente da Câmara Municipal de 1856 a 1857, Presidente da Junta Geral do Distrito em 1859, Administrador do Concelho em 1861, Governador Civil do Distrito em 1862 e 1.º Substituto do Juiz de Direito. Militou sempre no Partido Progressista, sendo em Braga seu chefe de 1865 até 1889. Era Fidalgo de Cota de Armas de Mercê Nova, Conselheiro de Sua Majestade Fidelíssima e Comendador da Ordem de Nossa Senhora da Conceição de Vila Viçosa.
O título de 1.º Visconde de Carcavelos foi-lhe concedido, em duas vidas, por Decreto de D. Luís I de Portugal de 2 de Outubro de 1879, e foi elevado à Grandeza, como 1.º Conde de Carcavelos, também em duas vidas, por Decreto de D. Luís I de Portugal de 16 de Fevereiro de 1889. O Brasão de Armas concedido por D. Carlos I de Portugal por Alvará de 29 de Julho e Carta de 24 de Agosto de 1895: escudo partido, a 1.ª pala esquartelada, tendo no 1.º quartel em campo de ouro uma águia estendida de negro e armada de vermelho, no 2.º quartel em campo vermelho, cinco estrelas de cinco pontas de ouro postas em sautor e orla azul carregada de oito cruzetas de prata e assim os contrários (de Azevedo dos Senhores de São João de Rei diferenciado), a 2.ª pala cortada em faixa, na 1.ª em campo vermelho um castelo com torre de ouro e em cada um dos ângulos uma flor de lis de prata (Soares diferenciado), na 2.ª em campo azul, três cabeças de leão de prata postas em roquete (de Campos diferenciado); timbre: uma águia do escudo; Coroa de Conde; suportes: dois grifos de ouro.

## Casamento e descendência
Casou a 9 de Outubro de 1854 com Eusébia Luísa Leite de Castro (25 de Abril de 1826 – 15 de Junho de 1896), Senhora de diversas Quintas em sucessão a seu tio e primeiro marido Francisco António Leite de Castro, filha de João Álvares da Costa e de sua mulher Maria Rosa Leite de Castro, com geração, tendo sido pais de Francisco de Campos de Castro de Azevedo Soares, 2.º Visconde e 2.º Conde de Carcavelos.